# Edward Palmer (homme politique)
Pour les articles homonymes, voir Edward Palmer et Palmer.
Edward Palmer (1er septembre 1809 - 3 novembre 1889) est un homme politique prince-édouardien. Il a été premier ministre de l'Île-du-Prince-Édouard et est considéré comme un des pères de la Confédération canadienne.